# 하남검단산역
하남검단산역(Hanam Geomdansan station, 河南黔丹山驛)은 경기도 하남시 천현동과 신장동에 걸쳐 있는 수도권 전철 5호선의 전철역이자 종착역이다. 덕풍천 하저터널로 하남시청역과 연결된다. 이 역부터 방화역까지 모두 지하 구간이다. 심야에 2편성이 주박한다. 이 역부터 미사역까지 하남시 구간이다.

## 역사
- 2015년 7월 31일: 서울 지하철 5호선 하남풍산역~하남검단산역 구간 착공(역명 가칭)
- 2021년 3월 27일 : 수도권 전철 5호선 하남풍산역~하남검단산역 구간 연장 개통과 함께 종착역으로 영업 개시
- 미정 : 수도권 전철 5호선 하남검단산역~팔당역 구간 연장 개통과 함께 중간역이 될 예정이었으나 결국 무산

## 개요
덕풍천 하저터널로 하남시청역과 연결된다. 심야에 수도권 전철 5호선 2편성이 주박한다.

## 역 구조
승강장은 2면 2선의 상대식 승강장으로 운영되며, 스크린도어가 설치되어 있다. 이 역 진입 전에 건넘선이 존재한다. 

### 승강장
| 하남시청 ↑ |
| \| 상      |
| 종착역     |

| 상행 | ● 수도권 전철 5호선 | 하남시청 · 상일동 · 강동 · 여의도 · 방화 방면 |
| 하행 | ● 수도권 전철 5호선 | 고덕기지 입고 열차 당역 종착                  |

## 역 주변
- 창우초등학교
- 신장중학교
- 하남경영고등학교
- 한국애니메이션고등학교
- 하남소방서
- 창우동우체국
- 하남시외버스정류장
- 팔당대교
- 검단산
- 하남스타필드
  - 신세계백화점 스타필드 하남점
  - 일렉트로마트 하남점
  - 토이킹덤 스타필드 하남점
  - PK마켓 하남점
  - 노브랜드 스타필드 하남점

## 사진

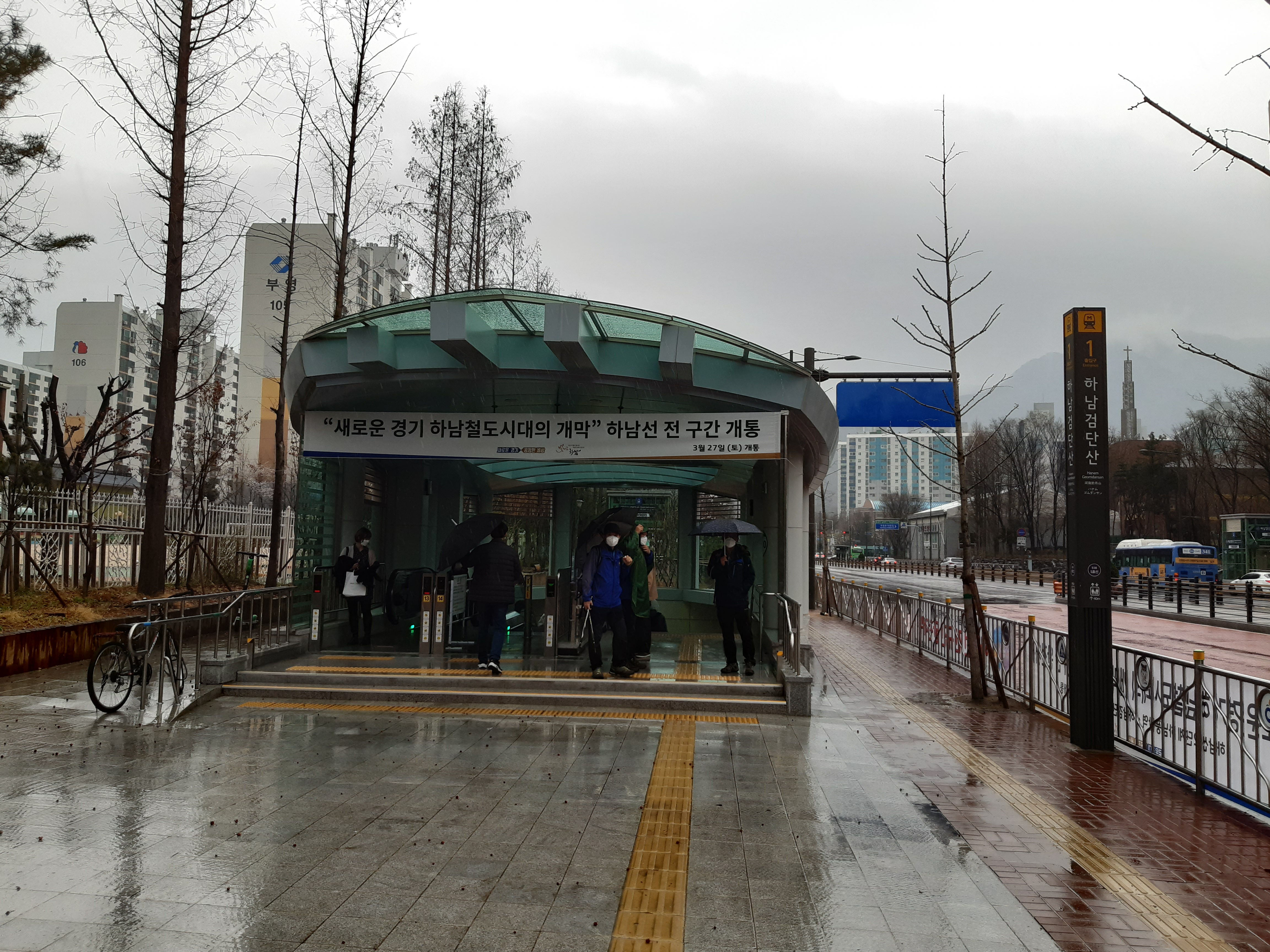
1번 출입구

## 인접한 역
| 하남선                 | 하남선              | 하남선    |
| ---------------------- | ------------------- | --------- |
| 557 하남시청 방화 방면 | ● 수도권 전철 5호선 | 시·종착역 |